# 鲁能泰山足球学校
山东鲁能泰山足球学校是山东鲁能泰山足球俱乐部大股东山东电力集团公司创办的一所培养足球人才的学校，也是山东鲁能泰山队的青训营，创办于1999年7月29日，位于中国山东省潍坊市。2009年足校被中国足协授予“中国足球协会青少年培训基地”。

## 学校概况
1999年7月29日创办，是集九年义务教育、中等教育和足球训练于一体的全日制、寄宿制学校。

## 人才培养
采用单年级组队方式，实行教体结合的人才培养模式。由著名葡萄牙青训教练巴博萨任足校总教练，各级梯队目前全部由外教带队，很好的跟国际一线的足球理念相融合。

## 赛事承办
2006年，开始举办年度国际性青少年足球赛事潍坊杯足球赛。
目前此项赛事已成国际知名赛事，每年都会吸引众多大牌俱乐部的优秀梯队前来参赛。

## 著名校友
韩鹏、周海滨、崔鹏、王永珀、刘金东、苑维玮、王彤、刘彬彬、吕征、郑铮